# 1940년 동계 올림픽
1940년 동계 올림픽(영어: 1940 Winter Olympics, V Olympic Winter Games, 일본어: 1940年冬季オリンピック, 독일어: Olympische Sommerspiele 1940, 프랑스어: Jeux olympiques d'été de 1940, 이탈리아어: Giochi della XII Olimpiade)은 1940년 2월 3일부터 12일까지 일본 제국 삿포로에서 개최 예정이었던 동계 올림픽이다. 1940년 도쿄 하계 올림픽과 함께 제2차 세계 대전으로 인해 취소되었다.
이후 삿포로는 1972년 동계 올림픽을 개최하여 아시아에서 최초로 동계 올림픽을 개최한 도시가 되었다.

## 역사
1936년 3월 삿포로가 제5회 동계 올림픽 개최지로 선정되었지만, 1937년 중일 전쟁이 발발하자 일본은 1938년 7월 올림픽 개최권을 IOC에 반납했다. 이후 IOC는 1928년 동계 올림픽을 개최했던 스위스 장크트모리츠에 개최권을 넘기기로 결정했다. 그러나 스위스 측은 스키 강사는 프로 선수로 간주되어야 한다고 주장했고, IOC는 이를 받아들이지 않아 올림픽 개최가 다시 취소되었다.
1939년 6월, IOC는 1940년 동계 올림픽 개최권을 이전 대회가 열렸던 독일 가르미슈파르텐키르헨으로 넘겼으나, 9월 1일 독일이 폴란드를 침공하면서 제2차 세계 대전이 발발하면서 11월에 동계 올림픽은 취소되었다. 같은 이유로 1939년 이탈리아 코르티나담페초에서 열리기로 한 1944년 대회도 1941년에 취소되었다. 장크트모리츠는 종전 후 첫 대회인 1948년 동계 올림픽을 개최했고, 코르티나담페초는 1956년 동계 올림픽을 개최했다.
독일은 1936년 이후 동계 올림픽을 개최하지 않았다. 2011년 7월 6일, 2018년 동계 올림픽 개최지 선정에 뮌헨이 응모했으나 대한민국 평창에 패했다.

## 같이 보기
- 1916년 하계 올림픽
- 1940년 하계 올림픽
- 1944년 동계 올림픽
- 1944년 하계 올림픽

| 동계 올림픽               |                                                                  |                     |
| 이전 대회                 | 1940년 동계 올림픽 삿포로-장크트모리츠-가르미슈파르텐기르헨 1940 | 다음 대회           |
| 가르미슈파르텐키르헨 1936 | 1940년 동계 올림픽 삿포로-장크트모리츠-가르미슈파르텐기르헨 1940 | 코르티나담페초 1944 |